# Апельсиновое масло

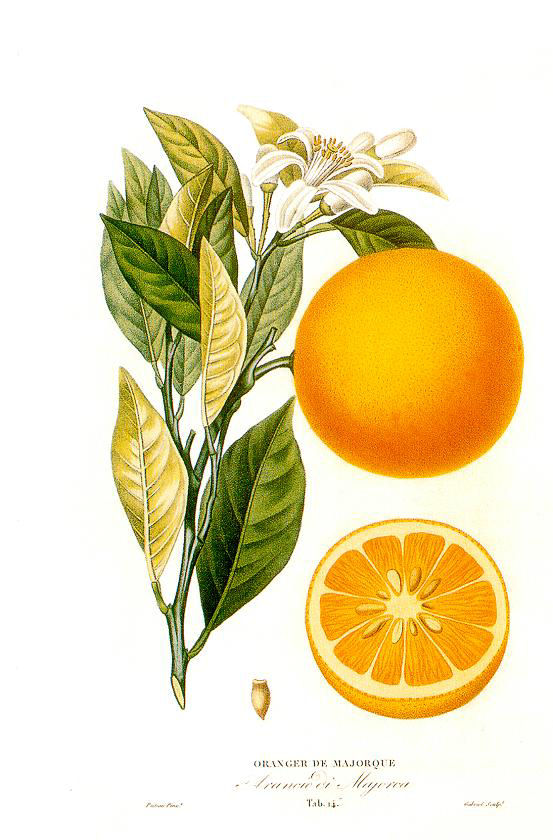
Апельсины китайские. История и культура оранжерей, А. Риссо и А. Пуато. – Париж, Анри Плон, 1872

Апельси́новое ма́сло (также — Апельсиновое сладкое масло) — эфирное масло, получаемое из кожуры и плодов апельсина (Citrus sinensis).

## Свойства
Апельсиновое масло — жёлтая или оранжевая жидкость с запахом плодов апельсина и негорьким вкусом, при охлаждении мутнеет.
| {\displaystyle {\mbox{d}}_{4}^{20}} | {\displaystyle [{\mbox{n}}]_{\mbox{D}}^{20}} | {\displaystyle [\alpha ]_{\mbox{D}}^{20}} | ЛД50, г/кг                                     |
| ----------------------------------- | -------------------------------------------- | ----------------------------------------- | ---------------------------------------------- |
| 0,845 — 0,851                       | 1,472 — 1,476                                | + 96,5° — + 98,5°                         | > 5 (крысы, перорально) > 5 (кролики, на коже) |

Растворимо в 96%-м этаноле (1:0,5÷1), практически нерастворимо в воде.

## Состав
Общее содержание углеводородов в масле составляет > 90 %, основными из них являются — (+)-лимонен, цитраль, деканаль, сложные эфиры алифатических и терпеновых спиртов и сесквитерпеновые альдегиды — α- и β-синенсали.
Кроме этого в состав масла входят — мирцен, α- и β-терпинены, α-терпинолен, фелландрен, n-цимол, α-пинен, α-туйен, камфен, сабинен, фарнезен, α- и β-кубебены, α- и β-копаены, β-элемен, кариофиллен, α- и β-гумулены, валенсен, δ-кадинен, α- и β-илангены, α-терпинеол, цитронеллол, линалоол, нерол, гераниол и ряд других компонентов.

## Получение
Получают из кожуры и целых плодов путём прессования без нагревания.
Основные производители — Испания, Италия, США, Мексика, Гвинея, Израиль и Бразилия.

## Применение
Применяют при изготовлении алкогольных, безалкогольных напитков, кондитерских изделий, как компонент парфюмерных композиций, отдушек для мыла и косметических изделий.
Руководства по ароматерапии рекомендуют использовать сладкое апельсиновое масло при терапии нервных напряжений, депрессии, бессонницы; также оно считается полезным при спазмах.